# Star City (Indiana)
Star City est une census-designated place située dans le comté de Pulaski, dans l’État de l'Indiana, aux États-Unis. Lors du recensement de 2020, elle compte 281 habitants.